# From Home to Home
From Home to Home è un album dei Fairfield Parlour, pubblicato dalla Vertigo Records nell'agosto del 1970.

## Tracce
Lato A
1. Aries – 3:19
2. In My Box – 1:59
3. By Your Bedside – 2:34
4. Soldier of the Flesh – 3:37
5. I Will Always Feel the Same – 1:46
6. Free – 4:16

Durata totale: 17:31
Lato B
1. Emily – 5:15
2. Chalk on the Wall – 1:04
3. The Glorious House of Arthur – 2:44
4. Monkey – 2:19
5. Sunny Side Circus – 2:42
6. Drummer Boy of Shiloh – 3:15

Durata totale: 17:19
Edizione CD del 2004, pubblicato dalla Repertoire Records (REPUK 1044)
1. Aries – 3:19
2. In My Box – 1:59
3. By Your Bedside – 2:34
4. Soldier of the Flesh – 3:37
5. I Will Always Feel the Same – 1:46
6. Free – 4:16
7. Emily – 5:15
8. Chalk on the Wall – 1:04
9. The Glorious House of Arthur – 2:44
10. Monkey – 2:19
11. Sunny Side Circus – 2:42
12. Drummer Boy of Shiloh – 3:15
13. Bordeaux Rose – 2:37 – Bonus Track
14. Chalk on the Wall – 1:04 – Bonus Track - Mono Single Version
15. Just Another Day – 2:33 – Bonus Track
16. Caraminda – 1:59 – Bonus Track
17. I Am All the Animals – 1:02 – Bonus Track
18. Song for You – 1:18 – Bonus Track
19. Bordeaux Rose – 4:22 – Bonus Track - Alternate Version
20. Baby Stay for Tonight – 3:03 – Bonus Track

Durata totale: 52:48

## Formazione
- Peter Daltrey - voce solista, pianoforte, mellotron, clavicembalo, organo, tamburello
- Eddy Pumer - voce, chitarra classica, chitarra a dodici corde, chitarra elettrica, chitarra acustica, mellotron, organo, clavicembalo
- Steve Clark - basso, flauto
- Dan Bridgman - voce, batteria, timpani, campane tubolari, tambourine, bongos